# NGC 6911
NGC 6911 је спирална галаксија у сазвежђу Змај која се налази на NGC листи објеката дубоког неба.
Деклинација објекта је + 66° 43' 44" а ректасцензија 20h 19m 38,3s. Привидна величина (магнитуда) објекта NGC 6911 износи 14,5 а фотографска магнитуда 15,3. NGC 6911 је још познат и под ознакама UGC 11540, MCG 11-24-6, CGCG 324-7, CGCG 325-1, IRAS 20191+6634, PGC 64485.